# United Auto Workers
United Auto Workers (UAW); pełna nazwa  International Union, United Automobile, Aerospace and Agricultural Implement Workers of America – związek zawodowy działający w Stanach Zjednoczonych i południowym Ontario w Kanadzie. Został założony jako część Kongresu Organizacji Przemysłowych (CIO) w latach 30. XX wieku i szybko się rozwijał od 1936 do lat 50.
UAW należy do Amerykańskiej Federacji Pracy-Kongres Przemysłowych Związków Zawodowych (AFL-CIO) oraz Kanadyjskiego Kongresu Pracy (CLC).

## Historia
Związek pod przewodnictwem Waltera Reuthera (prezesa w latach 1946–1970) odegrał ważną rolę w liberalnym skrzydle Partii Demokratycznej. Organizacja była znana ze skutecznego uzyskiwania wysokich płac i emerytur dla pracowników przemysłu samochodowego, ale nie była w stanie zjednoczyć zakładów samochodowych zbudowanych przez zagranicznych producentów samochodów na Południu po latach 70. XX wieku i zaczęła stopniowo tracić członków. Przyczyny tego stanu obejmowały zwiększoną automatyzację, zmniejszone wykorzystanie siły roboczej, złe zarządzanie, ruchy produkcyjne (w tym wywołane m.in. przezNAFTA) i zwiększoną globalizację. Po udanym strajku w Wielkiej Trójce w 2023 związek zorganizował w 2024 swoją pierwszą komisję w fabryce zagranicznej firmy (Volkswagen).